# 챈들러 매시
챈들러 매시(Chandler Massey, 1990년 9월 10일 ~ )는 미국의 배우이다. 낮시간 방송 드라마 《우리 생애 나날들》의 게이 윌 호턴 역으로 잘 알려져 있으며, 이를 통해 데이타임 에미상을 수상하였다.

## 출연 작품

### 영화
- Angels in Stardust (2014)
- Aquarians (2017)

### 텔레비전
- 우리 생애 나날들 (2010-14, 2017-현재)